# Sălacea
Sălacea (węg. Szalacs) – wieś w Rumunii, w okręgu Bihor, w gminie Sălacea. W 2011 roku liczyła 2298 mieszkańców.